# 紗栄子
紗栄子（さえこ、1986年11月16日 - ）は、日本のタレント、実業家、モデル、牧場経営者、元女優。本名は道休 紗栄子（どうきゅう さえこ）。
宮崎県宮崎市出身。日向学院中学校卒業。堀越高等学校卒業。早稲田大学人間科学部通信教育課程中退。血液型はO型。
2人の息子がおり、長男はモデルの道休蓮。

## 略歴
- 1986年11月16日に、佐賀県にて生まれ、宮崎県に移り育った。
- 2003年 - 道休サエコ名義で日本テレビ主催の『日テレジェニック2003』に選出される。同時期に雑誌『週刊ヤングジャンプ』の第13回制コレでグランプリを獲得。
- 2007年8月9日 - プロ野球選手のダルビッシュ有との婚約と、妊娠6週目であることを自身のブログで発表[6]。
- 2007年11月11日 - ダルビッシュと結婚[7]。
- 2008年3月24日 - 第1子男児・蓮を出産[8]。
- 2008年9月末、所属事務所トップコートとの契約が終了[9]。
- 2010年2月26日 - 第2子男児を出産[10]。
- 2010年11月20日 - 離婚協議中であることを発表[7]。
- 2012年1月19日 - 離婚を発表。2児の親権は紗栄子が持ち、ダルビッシュが養育費を支払うことで合意した。慰謝料はない[11]。
- 2013年10月 - 事務所の分社により、エイベックス・ヴァンガードに所属する[12]。
- 2015年10月 - 約8年半ぶりの連続ドラマ出演作となるフジテレビ系新月9ドラマ『5→9〜私に恋したお坊さん〜』に、英会話学校の事務員・毛利まさこ役として出演[13]。
- 2015年10月 - 株式会社みのりを設立する。
- 2017年8月 - 2015年12月に、スタートトゥデイの社長の前澤友作と前澤の会社の忘年パーティーで交際宣言し、紗栄子の子たちとも良好な関係を続けていたが、Instagramで公式に関係にピリオドを打ったと報告した[14]。
- 2017年9月 - 当時9歳と7歳の息子たちが英国ロンドンの寄宿学校へ入学した。
- 2020年4月30日 - エイベックス・マネジメントとの契約期間が満了し、以後は個人事務所でマネジメント及び営業活動を行う[15]。
- 2020年9月発売の『sweet』（宝島社）の10月号で、約8年半レギュラーモデルを務めた同誌を卒業[16]。
- 2020年より株式会社みのりをThink FUTURE株式会社へ商号変更し、栃木県大田原市に移住し牧場『那須ファームビレッジ』の経営者としての活動も開始した[17]。
- 2021年4月25日 - 約5年半ぶりのドラマ出演作となるTBS系日曜劇場『ドラゴン桜』第1話に、前作でも演じた小林麻紀役としてサプライズ出演し、反響を呼んだ[18]。最終話にも再出演した[19]。同作終了後の29日に自身のYouTubeチャンネルにて最終回の撮影に臨んだ密着映像を公開し、女優としてのその後の活動については「お芝居は今日で見納めだと思う」とし、女優業からは事実上一線を退いた[20]。
- 2021年8月、防災士証が届いたことを自身のInstagramで報告した[21]。

## 出演作品

### テレビドラマ
- ゼニゲッチュー!!（2001年6月10日、日本テレビ）
- はるちゃん5（2001年7月2日 - 10月1日、東海テレビ）
- なつのひかり。（2004年2月14日、日本テレビ） - 阿部薫子 役
- 連続テレビ小説 天花（2004年3月29日 - 9月25日、NHK総合） - 佐藤由加 役
- 愛情イッポン!（2004年7月10日 - 9月18日、日本テレビ） - 柴田みりん 役
- 27歳の夏休み（2005年6月30日、TBS） - ミルク 役
- ドラゴン桜（TBS） - 小林麻紀 役
  - 第1シリーズ（2005年7月8日 - 9月16日）
  - 第2シリーズ 第1話・最終話（2021年4月25日・6月27日）[22][23][24]
- ビー・バップ・ハイスクール2（2005年8月17日、TBS） - マキ 役
- 金田一少年の事件簿「吸血鬼伝説殺人事件」（2005年9月24日、日本テレビ） - 女子高生 役
- 今夜ひとりのベッドで（2005年10月20日 - 12月22日、TBS） - 寺尾舞子 役
- DRAMA COMPLEX 「たくさんの愛をありがとう」（2006年4月4日、日本テレビ） - 滝川萌 役
- おいしいプロポーズ（2006年4月23日 - 6月25日、TBS） - 浅倉ミチル 役
- ザ・ヒットパレード〜芸能界を変えた男・渡辺晋物語〜（2006年5月26日・27日、フジテレビ） - 田中好子 役
- ほんとにあった怖い話 夏の特別編2006「そこにいる！」（2006年8月22日、フジテレビ） - 永森さやか 役
- ひめゆり隊と同じ戦火を生きた少女の記録 最後のナイチンゲール（2006年8月22日、日本テレビ） - 仲根悦子 役
- のだめカンタービレ（2006年10月16日 - 12月25日、フジテレビ） - 佐久桜 役
- Good Job～グッジョブ（2007年3月26日 - 30日、NHK総合） - 二岡智美 役
- ホテリアー（2007年4月19日 - 6月14日、テレビ朝日） - 森本あかね 役
- まるまるちびまる子ちゃん 20年後の同窓会SP（2007年7月12日、フジテレビ） - 大人になったたまちゃん 役
- 5→9〜私に恋したお坊さん〜（2015年10月12日 - 12月14日、フジテレビ） - 毛利まさこ 役[25][26]

### バラエティ
- アイドル道（2003年4月 - 2004年3月、フジテレビ721）
- 学校へ行こう!（2003年4月 - 2005年3月、TBS）
- 超再現!ミステリー（2012年4月 - 8月、日本テレビ） - MC
- キラ☆キラ Girly mama（2012年10月5日 - 2014年9月19日、テレビ朝日）
- いきなりマリッジ3（2019年11月 - 2020年3月、AbemaTV）
- グータンヌーボ2（2021年11月23日、関西テレビ）

### 映画
- 船を降りたら彼女の島（2003年2月、磯村一路監督） - 鶴姫（劇中劇の主人公） 役  ※International Family Film Festival 2003 長編・ドラマ部門賞受賞作品
- 着信アリ （2004年1月、三池崇史監督） - 女子高生 役
- ZOO SEVEN ROOMS（2005年3月、安達正軌監督） - マリ 役
- NANA（2005年9月3日、大谷健太郎監督） - 川村幸子 役
- LOVE HOTELS（2006年6月、村松亮太郎監督） - 主演・浦坂愛 役
- バックダンサーズ!（2006年9月7日、永山耕三監督） - 主演・永倉愛子 役
- シュガー&スパイス 風味絶佳（2006年9月16日、中江功監督） - 沙絵 役
- 龍が如く 劇場版（2007年3月3日、三池崇史監督） - 唯 役
- クローズド・ノート（2007年9月29日、行定勲監督） - 池内ハナ 役
- ガチ☆ボーイ（2008年3月1日、小泉徳宏監督） - ヒロイン・朝岡麻子 役

### ラジオ
- RABラジオ・チャリティー・ミュージックソン（2003年12月24日 - 25日、青森放送）
- Ameba Saeko's Chat!（2007年4月 - 9月、TOKYO FM） - パーソナリティ（MC）

### 舞台
- エビ大王（2005年12月8日 - 30日） - ヒロイン・パリテギ 役  ※2002年ソウル公演芸術祭作品賞・戯曲賞受賞作品

### 雑誌
- JJ
- Sweet
- 美人百花
- MORE

### その他
- ポンキッキーズ21 アニメ「シトラスタウン」（2004年、フジテレビ） - ベリー 役
- ジャングル・ブック2 日本語版（2003年、ウォルトディズニー） - シャンティ 役

### CM
- コムスン
- ピザーラ
- アメーバピグ
- ピーチジョン
- サマンサティアラ
- ナノユニバース
- サマンサタバサ（2018年）
- 株式会社For-S「成長戦隊ノビルンジャー」（2018年）
- Wave corporation「Spa treatment」イメージモデル (2019年6月1日 -) [27][28]

## 著書
- サエコ大百科(JUNON VISUAL BOOK)（2006年9月、主婦と生活社）ISBN 439113327X
- Saeko（2008年12月、アメーバブックス新社）ISBN 4344991303
- Saeko One&only「私は私」。ルールに縛られない、おしゃれな生き方（2011年11月18日、集英社、編集：MORE編集部）ISBN 4087806227

## 写真集
- EPISODE 1（2013年12月24日、宝島社、撮影：中村和孝） ISBN 9784800221063